# André Spinola
Andre Ricardo Spinola (Rio de Janeiro, 18 de fevereiro de 1975) é um atleta de esqui alpino e empresário brasileiro.
Aprendeu a esquiar com dois anos de idade. Morou na Suíça por sete anos. Tricampeão brasileiro de esqui alpino, participou representando o Brasil em mais de 150 competições internacionais e três campeonatos mundiais (de 1995 a 1999).
Atualmente é comentarista de esportes de inverno do canal SporTV. Projetou e organizou diversos campeonatos e eventos esportivos no Brasil e exterior. 
Desenvolveu a pista de esqui móvel da escola de samba Viradouro no carnaval de 2008, a Guaraná Antarctica SnowBoard (2009) e a pista da Unidos da Tijuca, campeã do Carnaval de 2010.
Formado em administração pela Pontifícia Universidade Católica do Rio de Janeiro (PUC-Rio) com MBA em finanças pelo Ibmec, atualmente administra negócios na área empresarial e esportiva.